# Izabelin (województwo podlaskie)
Izabelin – kolonia w Polsce położona w województwie podlaskim, w powiecie białostockim, w gminie Juchnowiec Kościelny.
W latach międzywojennych posiadłość ziemską miała tu Zofia hr. Rüdiger (143 mórg).
W latach 1975–1998 miejscowość należała administracyjnie do województwa białostockiego.
Wierni kościoła rzymskokatolickiego należą do parafii św. Ojca Pio w Białymstoku.